# Rivellia conjuncta
Rivellia conjuncta är en tvåvingeart som beskrevs av Friedrich Hermann Loew 1873. Rivellia conjuncta ingår i släktet Rivellia och familjen bredmunsflugor. Inga underarter finns listade i Catalogue of Life.